# Йоганн Шильтберґер
Йоганн (Ганс) Шильтбергер (нім. Johannes Schiltberger; нар. 1380/1381 — пом. бл. 1440) — німецький військовик на службі Люксембургів, Османської держави і Тамерлана, автор нарисів про 30-річні мандри Азією (відвідав Балкани, Малу Азію, Персію, Грузію, Вірменію, Азербайджан, Золоту Орду, Урал, Сибір, Крим, Середню Азію). Вивчив турецьку, татарську, арабську мови.

## Життєпис
Походив з баварського шляхетського роду Шильтбергерів. Його предки тривалий час були маршалками пфальцграфів і герцогів Баварії. Син Генріха Шильтбергера, бургомістра Айхаху. Народився 1380 або 1381 року, за різними відомостями в Голлерні або Фрайзінгу (неподалік від Мюнхену).
Служив зброєносцем у лицаря Лінгарта Райхартінгера, разом із яким брав участь у хрестовому поході імператора Сигізмунда Люксембурга проти Османської держави. У битві при Нікополі 28 вересня 1396 року, де хрестоносці зазнали нищівної поразки, Шильтбергер потрапив у полон.
Спочатку був рабом, потім скорохідом, форейтором, зрештою вояком-кіннотником в особистому загоні султана Баязида I. Брав участь у битві біля Ангори 20 липня 1402 року проти аміра Тамерлана, де потрапив в полон. Після смерті Тамерлана 1407 року опинився на службі у Шахруха. Той передав Шильтбергера братові Міран-шаху, з 1408 року перейшов до сина Міран-шаха — Абу-Бакра.
У 1408 року у почті Чекрі рушив до Казані, потім Сибіру. Зрештою став рабом Маншука, радника Чекрі, який став ханом Золотої орди. У 1427 році втік із рабства в Мінгрелії, зумівши разом із чотирма іншими християнами сісти в Трапезунді на генуезьке судно, а потім, через Константинополь, Кілію, Аккерман, Львів, Краків, Вроцлав, Майсен, Регенсбург і Ландсгут повернутися до Баварії.
Служив камерарієм (відповідальним за фінанси) у Альбрехта III. герцога Мюнхен-Баварського. Помер близько 1440 року в Фобурзі.

## Нариси
Спогади про пригоди і мандри (нім. Reisebuch) склав баварським діалектом середньонижньонімецької мови. Вперше були надруковані в 1475 році в Майнці тиражем 300 примірників, потім в 1477 році в Аугсбурзі з 15 гравюрами в тексті. Оригінал рукопису не зберігся. Відомі 3 рукописні копії: бібліотеки Гейдельберзького університету (1480 року, нижньонімецьким діалектом); Мюнхенської міської бібліотеки (1481 рік, відрізняється композицією і орфографією); Баденської земельної бібліотеки в Карлсруе (швабським діалектом), а також непоні рукописи — берлінський, сент-галленський і страсбурзький. Втім збереглися 8 друкованих видань в Аусбурзький державній і міській бібліотеці, Баварській державній бібліотеці (Мюнхен), міській книгозбірні Бамберга, Лейпцизькій університетській бібліотеці, університетській бібліотеці Майнца, Британській бібліотеці (Лондон), Цюриській державній бібліотеці, Російській державній бібліотеці (Москва).
Вони переповненні легендами і вигадками (дракони і однороги, Олександрійський маяк з дзеркалом для бачення узбережжя Кіпру, 1500 башт Константинополя, 1,5 млн населення Каїра), біблейські міфи поєднано з описом історичних подій (хрестовий похід Сигізмунда Люксембурга, походи османського султана Базида I, аміра Тамерлана, події після смерті останнього), традицій і звичаїв різних народів, зокрема Курбан-байрам і Ураза-байрам (у автора «Великодень» і «другий Великодень» відповідно). Дається опис ремесел, зокрема районів виготовлення шовку, шляхи його транспортування через Кафу до Італії. Є розділи, що своєю формою нагадують щоденник.

### Енциклопедії
- Schiltberger, Hans (Johann)  — Deutsche Biographie [Архівовано 22 січня 2021 у Wayback Machine.]
- Johann Schiltberger // Britannica [Архівовано 18 січня 2021 у Wayback Machine.]
- Schiltberger, Hans Johannes  — TDV İslâm Ansiklopedisi [Архівовано 23 січня 2021 у Wayback Machine.]

### Інше
- Johannes Schiltberger. Bondage and Travels of Johann Schiltberger. Translated by J. Buchan Telfer [Архівовано 19 липня 2018 у Wayback Machine.]. Ayer Publishing, 1966, p. 86. ISBN 0-8337-3489-X. (additional link, additional link 2)
- Hans-Jochen Schiewer: Leben unter Heiden. Hans Schiltbergers türkische und tartarische Erfahrungen, in: Daphnis 21 (1992) 159—178
- Markus Tremmel (Hg.): Johann Schiltbergers Irrfahrt durch den Orient. Der aufsehenerregende Bericht einer Reise, die 1394 begann und erst nach über 30 Jahren ein Ende fand, Taufkirchen: via verbis bavarica 2000, ISBN 978-3-935115-05-6
- Teil 1. Deutsche Reiseberichte I bearb. von Christian Halm.  — 1994. [Архівовано 22 січня 2021 у Wayback Machine.]
- Шильтбергер И. Путешествие по Европе, Азии и Африке с 1394 года по 1427 год. Пер. со старонем. Ф.К.Бруна. Изд., ред., прим. З.М.Буниятова. Баку: Элм; 1984. 86 с. (Шильтбергер, Иоганн, Путешествие по Европе, Азии и Африке с 1394 года по 1427 г., Записки Императорского Новороссийского ун-та, перевел с нем. и снабдил примечаниями Ф. Брун, Одесса, 1867.  — pdf)
- Иоганн Шильтбергер // в кн.: Алексеев М.П. Сибирь в известиях западно-европейских путешественников и писателей: введение, тексты и комментарий. XIII-XVII вв. // Монография / предисл., ред. и коммент. М. П. Алексеева ; [обл., заставка и концовка - гравюры на дереве работы худож. П. А. Шиллинговского. — 2-е изд. — Иркутск : ОГИЗ. Иркутское областное издательство, 1941. — LXI, 609 с.] [Архівовано 24 січня 2021 у Wayback Machine.]
- Приключения Ганса Шильтбергера во время путешествий по Востоку в качестве раба // в кн.: Хенниг Р. Неведомые земли. Том 3. — Москва: Издательство Иностранном литературы, 1962. [Архівовано 22 січня 2021 у Wayback Machine.]
- “The Travel Book” by Johann Schiltberger as the source on history and geography of the Nakhchivan region of Azerbaijan [Архівовано 22 січня 2021 у Wayback Machine.]